# Mammillaria candida
Espèce
Statut CITES
Mammillaria candida est un cactus qui se rencontre au Mexique.
Ses fleurs sont de couleur blanche et rose.
Il doit son épithète spécifique au duvet blanc qui le recouvre.